# Le Mariage de mademoiselle Beulemans (film, 1932)
Pour les articles homonymes, voir Le Mariage de mademoiselle Beulemans (homonymie).
Pour plus de détails, voir Fiche technique et Distribution.
Le Mariage de mademoiselle Beulemans (Het huwelijk van Mejuffrouw Beulemans) est un film franco-belge de Jean Choux sorti en 1932. Il est adapté de la pièce Le Mariage de mademoiselle Beulemans de Fernand Wicheler et Frantz Fonson.

## Fiche technique
- Titre original : Le Mariage de Mlle Beulemans
- Titre néerlandais : Het huwelijk van Mejuffrouw Beulemans
- Réalisation : Jean Choux

- Scénario : d'après Le Mariage de mademoiselle Beulemans de Fernand Wicheler et Frantz Fonson (1910)

- Décors : René Moulaert
- Photographie : Robert Batton, Lucien François, René Guichard, Charles Lengnich
- Montage : Marthe Poncin
- Musique : Philippe Parès
- Production : René Lafitte, Joseph Reingold
- Sociétés de production : Films Reingold-Lafitte
- Pays d'origine :  Belgique /  France
- Langue d'origine : français
- Format : Noir et blanc - 35 mm - 1,37:1 - Son mono
- Genre : Comédie

- Durée : 102 min. (1h42)
- Dates de sortie :
  - France : 2 décembre 1932

## Distribution
- Pierre Alcover : M. Meulemeester
- Lily Bourget : Suzanne Beulemans
- Berthe Charmal : Mme Beulemans
- Charles Mahieu : M. Beulemans
- André Gobert : Séraphin Meulemeester
- Arthur Devère : Isidore
- Pierre Dux : Albert Delpierre
- Pierre Juvenet : Delpierre père
- Zizi Festerat : Mostynck
- Claire Gérard : Isabelle
- Solange Moret : Anna
- Rittche : Léopold
- Ghita Moulaert
- Charles Nossent
- René Vitou